# David Müslin

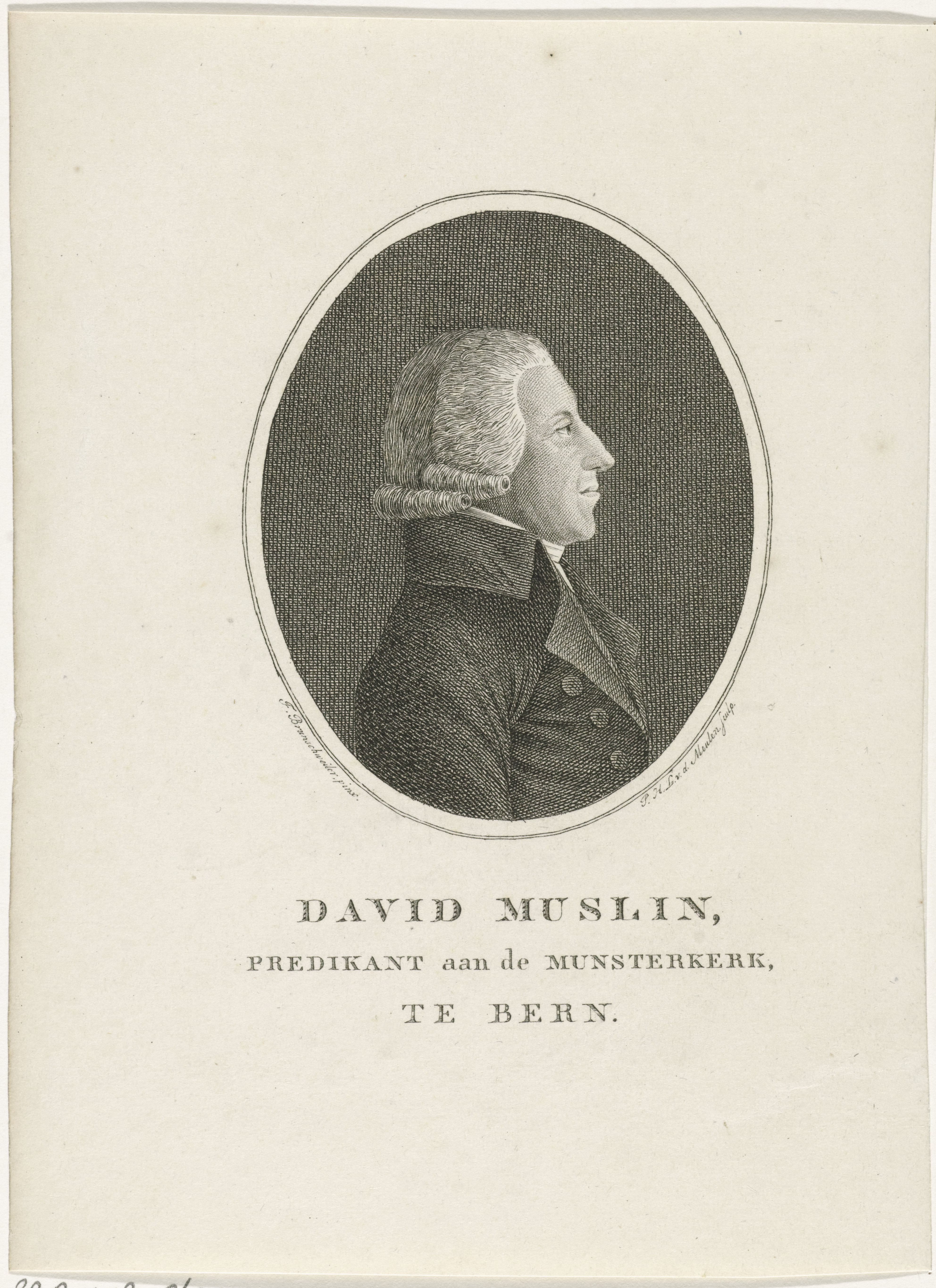
David Müslin

David Müslin (* 19. November 1747 in Bern; † 23. November 1821 ebenda) war ein Schweizer reformierter Theologe und Prediger.
Müslin studierte in Bern und war nach seiner Ordination 1770 in verschiedenen Landgemeinden als Vikar tätig. 1779 wurde er Pfarrer in Unterseen. 1782 als dritter Helfer an das Berner Münster berufen, stieg er dort 1818 zum ersten Pfarrer auf. 
In seinen Predigten kritisierte Müslin offen das Ancien Régime, die Helvetik und die Mediation. Seine Predigten waren als Erbauungsbücher im In- und Ausland verbreitet.